# Bosta
Bosta là một thị trấn thuộc hạt Baranya, Hungary. Thị trấn này có diện tích 5,95 km², dân số năm 2010 là 137 người, mật độ 23 người/km².